# Box-office Corée du Sud 2021
Nationalité des films sortis en 2021 dans les salles de Corée du Sud par entrées (pour ceux de plus de 1 million d'entrées, sur un total de 39 720 251 entrées) :
- États-Unis (72,25 %)
- Corée du Sud (22,34 %)
- Japon (5,42 %)

Le box-office sud-coréen a réalisé en 2021 un gain de 14 % par rapport à l'année précédente, mais les principaux succès ont été des films étrangers, et non des films locaux. La part des films coréens est tombée à seulement 30,1 %, le chiffre le plus bas depuis 2004 et le début de l'enregistrement des entrées par le Conseil du film coréen. Pour la première fois en une décennie, un film étranger (Spider-Man: No Way Home) est le plus grand succès de l'année, alors que le dernier film à avoir réalisé cet exploit était Transformers 3 : La Face cachée de la Lune en 2011.
Les deux seuls films coréens dans le top dix sont Escape from Mogadishu de Ryoo Seung-wan avec 3,6 millions d'entrées et 500 Mètres sous terre de Kim Ji-hoon avec 2,19 millions d'entrées, tous deux sortis à la fin de l'été, période de bref répit entre les restrictions prolongées de capacité de cinéma imposées par le gouvernement coréen. Les films étrangers représentent ainsi huit des dix films les plus rentables, soit sept films hollywoodiens et un film d'animation japonais (Demon Slayer: Kimetsu no Yaiba, le film : Le Train de l'Infini).
Il y a eu 60,5 millions d'entrées au total (contre 59,5 millions en 2020, mais en baisse de 73% par rapport à 2019) et les recettes totales ont atteint 488 millions US$ (contre 426 millions US$ l'année précédente, mais en baisse de 70% par rapport à 2019). En réduisant le nombre de sortie de films coréens, les distributeurs locaux ont non seulement donné l'avantage aux films étrangers, mais ils ont également vu leurs propres recettes s'effondrer à 149 millions US$, soit seulement la moitié de celles déjà modestes de 2020. En termes d'entrées, seules 18,2 millions ont été comptabilité pour des films coréens.
Avant la pandémie de Covid-19, la Corée du Sud était le quatrième plus grand marché au box-office au monde, derrière juste l'Amérique du Nord, la Chine et le Japon, en raison du taux élevé de fréquentation des cinémas par habitant des Coréens. Mais la Corée n'a pas bénéficié de la même reprise de fréquentation que celles de nombreux autres grands marchés, et les chiffres de 2020 et 2021 sont nettement inférieurs à ceux des années précédentes. Les malheurs de l'industrie cinématographique coréenne contrastent également fortement avec le succès croissant à l'étranger de la musique coréenne et des séries télévisées.

## Les millionnaires
| Class. | Titre                                                          | Pays                                            | Réalisateur           | Box-Office Corée du Sud |
| ------ | -------------------------------------------------------------- | ----------------------------------------------- | --------------------- | ----------------------- |
| 1      | Spider-Man: No Way Home                                        | Drapeau des États-Unis                          | Jon Watts             | 7 550 809               |
| 2      | Escape from Mogadishu                                          | Drapeau de la Corée du Sud                      | Ryoo Seung-wan        | 3 613 981               |
| 3      | Les Éternels                                                   | Drapeau des États-Unis                          | Chloé Zhao            | 3 050 015               |
| 4      | Black Widow                                                    | Drapeau des États-Unis                          | Cate Shortland        | 2 962 088               |
| 5      | Fast and Furious 9                                             | Drapeau des États-Unis                          | Justin Lin            | 2 292 413               |
| 6      | 500 Mètres sous terre                                          | Drapeau de la Corée du Sud                      | Kim Ji-hoon           | 2 195 683               |
| 7      | Demon Slayer: Kimetsu no Yaiba, le film : Le Train de l'Infini | Drapeau du Japon                                | Haruo Sotozaki        | 2 151 861               |
| 8      | Venom: Let There Be Carnage                                    | Drapeau des États-Unis                          | Andy Serkis           | 2 123 573               |
| 9      | Soul                                                           | Drapeau des États-Unis                          | Pete Docter           | 2 048 228               |
| 10     | Cruella                                                        | Drapeau des États-Unis                          | Craig Gillespie       | 1 983 396               |
| 11     | Shang-Chi et la Légende des Dix Anneaux                        | Drapeau des États-Unis                          | Destin Daniel Cretton | 1 740 871               |
| 12     | Hostage: Missing Celebrity                                     | Drapeau de la Corée du Sud                      | Pil Kam-seong         | 1 638 437               |
| 13     | Dune                                                           | Drapeau des États-Unis                          | Denis Villeneuve      | 1 549 346               |
| 14     | On the Line                                                    | Drapeau de la Corée du Sud                      | Kim Gok Kim Soon      | 1 426 357               |
| 15     | Mourir peut attendre                                           | Drapeau des États-Unis · Drapeau du Royaume-Uni | Cary Joji Fukunaga    | 1 229 971               |
| 16     | Minari                                                         | Drapeau des États-Unis                          | Lee Isaac Chung       | 1 134 177               |
| 17     | The King's Man : Première Mission                              | Drapeau du Royaume-Uni · Drapeau des États-Unis | Matthew Vaughn        | 1 029 045               |

## Box-office par semaine
| #  | Date de fin       | Film no 1                               | Pays                                            | Entrées   |
| -- | ----------------- | --------------------------------------- | ----------------------------------------------- | --------- |
| 1  | 3 janvier 2021    | Wonder Woman 1984                       | Drapeau des États-Unis                          | 157 591   |
| 2  | 10 janvier 2021   | Wonder Woman 1984                       | Drapeau des États-Unis                          | 45 688    |
| 3  | 17 janvier 2021   | Wonder Woman 1984                       | Drapeau des États-Unis                          | 27 243    |
| 4  | 24 janvier 2021   | Soul                                    | Drapeau des États-Unis                          | 407 478   |
| 5  | 31 janvier 2021   | Soul                                    | Drapeau des États-Unis                          | 466 517   |
| 6  | 7 février 2021    | Soul                                    | Drapeau des États-Unis                          | 331 819   |
| 7  | 14 février 2021   | Soul                                    | Drapeau des États-Unis                          | 361 524   |
| 8  | 21 février 2021   | Mission: Possible                       | Drapeau de la Corée du Sud                      | 180 320   |
| 9  | 28 février 2021   | Mission: Possible                       | Drapeau de la Corée du Sud                      | 150 245   |
| 10 | 7 mars 2021       | Minari                                  | Drapeau des États-Unis                          | 275 854   |
| 11 | 14 mars 2021      | Minari                                  | Drapeau des États-Unis                          | 220 049   |
| 12 | 21 mars 2021      | Minari                                  | Drapeau des États-Unis                          | 206 015   |
| 13 | 28 mars 2021      | Godzilla vs Kong                        | Drapeau des États-Unis                          | 1 646 943 |
| 14 | 4 avril 2021      | Godzilla vs Kong                        | Drapeau des États-Unis                          | 238 314   |
| 15 | 11 avril 2021     | The Book of Fish                        | Drapeau de la Corée du Sud                      | 92 713    |
| 16 | 18 avril 2021     | Seo Bok                                 | Drapeau de la Corée du Sud                      | 209 999   |
| 17 | 25 avril 2021     | Recalled                                | Drapeau de la Corée du Sud                      | 135 217   |
| 18 | 2 mai 2021        | Endless Rain                            | Drapeau de la Corée du Sud                      | 173 193   |
| 19 | 9 mai 2021        | Les Croods 2 : Une nouvelle ère         | Drapeau des États-Unis                          | 161 086   |
| 20 | 16 mai 2021       | Spirale : L'Héritage de Saw             | Drapeau des États-Unis                          | 88 033    |
| 21 | 23 mai 2021       | Fast and Furious 9                      | Drapeau des États-Unis                          | 1 132 889 |
| 22 | 30 mai 2021       | Fast and Furious 9                      | Drapeau des États-Unis                          | 617 050   |
| 23 | 6 juin 2021       | Cruella                                 | Drapeau des États-Unis                          | 365 800   |
| 24 | 13 juin 2021      | Cruella                                 | Drapeau des États-Unis                          | 301 468   |
| 25 | 20 juin 2021      | Sans un bruit 2                         | Drapeau des États-Unis                          | 366 334   |
| 26 | 27 juin 2021      | Hard Hit                                | Drapeau de la Corée du Sud                      | 349 723   |
| 27 | 4 juillet 2021    | Hard Hit                                | Drapeau de la Corée du Sud                      | 384 089   |
| 28 | 11 juillet 2021   | Black Widow                             | Drapeau des États-Unis                          | 1 365 289 |
| 29 | 18 juillet 2021   | Black Widow                             | Drapeau des États-Unis                          | 773 163   |
| 30 | 27 juillet 2021   | Black Widow                             | Drapeau des États-Unis                          | 442 816   |
| 31 | 1er aout 2021     | Escape from Mogadishu                   | Drapeau de la Corée du Sud                      | 778 717   |
| 32 | 8 aout 2021       | Escape from Mogadishu                   | Drapeau de la Corée du Sud                      | 924 087   |
| 33 | 15 aout 2021      | 500 Mètres sous terre                   | Drapeau de la Corée du Sud                      | 920 211   |
| 34 | 22 aout 2021      | 500 Mètres sous terre                   | Drapeau de la Corée du Sud                      | 735 618   |
| 35 | 29 aout 2021      | Hostage: Missing Celebrity              | Drapeau de la Corée du Sud                      | 501 047   |
| 36 | 5 septembre 2021  | Shang-Chi et la Légende des Dix Anneaux | Drapeau des États-Unis                          | 753 726   |
| 37 | 12 septembre 2021 | Shang-Chi et la Légende des Dix Anneaux | Drapeau des États-Unis                          | 471 575   |
| 38 | 19 septembre 2021 | On the Line                             | Drapeau de la Corée du Sud                      | 339 970   |
| 39 | 26 septembre 2021 | On the Line                             | Drapeau de la Corée du Sud                      | 588 611   |
| 40 | 3 octobre 2021    | Mourir peut attendre                    | Drapeau des États-Unis · Drapeau du Royaume-Uni | 564 244   |
| 41 | 13 octobre 2021   | Mourir peut attendre                    | Drapeau des États-Unis · Drapeau du Royaume-Uni | 416 945   |
| 42 | 17 octobre 2021   | Venom: Let There Be Carnage             | Drapeau des États-Unis                          | 1 095 689 |
| 43 | 24 octobre 2021   | Venom: Let There Be Carnage             | Drapeau des États-Unis                          | 552 727   |
| 44 | 31 octobre 2021   | Dune                                    | Drapeau des États-Unis                          | 379 365   |
| 45 | 7 novembre 2021   | Les Éternels                            | Drapeau des États-Unis                          | 1 614 012 |
| 46 | 14 novembre 2021  | Les Éternels                            | Drapeau des États-Unis                          | 851 266   |
| 47 | 21 novembre 2021  | Les Éternels                            | Drapeau des États-Unis                          | 380 632   |
| 48 | 28 novembre 2021  | Spiritwalker                            | Drapeau de la Corée du Sud                      | 357 786   |
| 49 | 5 décembre 2021   | Spiritwalker                            | Drapeau de la Corée du Sud                      | 264 143   |
| 50 | 12 décembre 2021  | Spiritwalker                            | Drapeau de la Corée du Sud                      | 139 112   |
| 51 | 19 décembre 2021  | Spider-Man: No Way Home                 | Drapeau des États-Unis                          | 2 770 140 |
| 52 | 26 décembre 2021  | Spider-Man: No Way Home                 | Drapeau des États-Unis                          | 2 057 160 |

## Classements complémentaires
- Liste des plus gros succès du box-office en Corée du Sud